# ヨハネによる福音書1章
『ヨハネによる福音書』1章（ヨハネによるふくいんしょ いっしょう）は、『新約聖書』所収『ヨハネによる福音書』の第1章。

## 構成
『ヨハネによる福音書』1章は、1-18節が「ロゴス讃歌」、19-28節が洗礼者ヨハネの証し、29節より、洗礼者ヨハネとイエスが出会い、また弟子たちを招くという内容である。「ロゴス讃歌」はそれ以降の箇所から独立しているように見られることもあるが、「ロゴス讃歌」は著者による『ヨハネによる福音書』全体の序であり、その解釈がこの後に続く『ヨハネによる福音書』の解釈にも関わる。

## 解釈

### ロゴス讃歌
1-18節は「ロゴス讃歌」である。冒頭の「初めに言（ことば）があった」という書き方は『聖書』巻頭所収の『創世記』冒頭「初めに、神は天地を創造された。」を意識したものであり、「ロゴス讃歌」もそれを意識して読まれるべきである。2-3節について、『新共同訳』や『共同訳』の「この言は、初めに神と共にあった。万物は言によって成った。成ったもので、言によらずに成ったものは何一つなかった。」は、言が神と共にあり、その言によって世界のすべてのものが創造されたという創造論的解釈を取る。小林稔による『岩波訳』は「すべてのことは、彼を介して生じた。」としており、言によって歴史が生じたという歴史的解釈を取る。4節では『新共同訳』では「言の内に命があった。」としているが、『共同訳』では「言の内に成ったものは、命であった。」、『岩波訳』では「彼において生じたことは、命であり、」としている。5節の「理解しなかった」のギリシア語はκατέλαβεν (katelaben)であり、直訳すると捕えるとかつかむという意味である。これを『新共同訳』では「理解しなかった」とし、『共同訳』では暗闇の勢力がイエスを捕え、つかみ、抑えようとしたがそれができなかったとして「勝たなかった」と訳している。
6-8節では証言者としての洗礼者ヨハネについて書かれている。『マタイによる福音書』、『マルコによる福音書』、『ルカによる福音書』における洗礼者ヨハネはいずれも伝記的な紹介があり、イエスの先駆者として描かれているが、ここでは先駆者というより証言者としての側面が強調されている。なお『ヨハネによる福音書』では「洗礼者」という言葉は使われず、洗礼者ヨハネは単に「ヨハネ」と言及されている。また『ヨハネによる福音書』本文では使徒ヨハネの名前が言及されず、タイトルの「ヨハネ」以外の「ヨハネ」はすべて洗礼者ヨハネを指している。
「最小のイエス伝」と言われる9-12節を含む9-13節ではイエスの生涯がコンパクトに表されている。イエスがもたらす啓示が真の光であり、その光によってすべての人が照らされる。しかし、すべての人がそれによって見えるようになるわけではない。光のないところではすべての人が見えない者であるが、光のあるところでは言を認めない者と受け入れる者に分かれ、それにより見えない者と見えない者に分かれる。
9章24-41節では目の見えるファリサイ派たちが見えない者であることが宣告され、目の見えなかった者が見える者とされることが書かれている。14-18節は受肉した言がイエス・キリストであることを証している。14節のἐσκήνωσεν (eskēnōsen)は宿られたと訳されるが、「幕屋」の動詞形であり、『共同訳』では別訳として「幕屋を張った」としている。『出エジプト記』40章33-34節では臨在の幕屋に主の栄光が満ちたことが書かれているが、『ヨハネによる福音書』では父の独り子であるイエスの栄光が人々の間に満ちると語っている。他にも『フィリピの信徒への手紙』2章6-8節でイエス・キリストが人々の間におられるということが示されている。15-16節は『マルコによる福音書』1章7節と同様ヨハネがモーセを通して与えられた恵みに加えてイエスによる満ち溢れる恵み、豊かさについて証しているが、『マルコによる福音書』とは異なりキリストの先在についても語られている。
17節ではイエス・キリストが『旧約聖書』の枠を超えた存在であるとしている。18節で「いまだかつて、神を見た者はいない。」とあるが、人々が直接神に、恵みと真理に到達できるわけではなくイエス・キリストをとおして神とつながり、恵みと真理をいただくことができるということである。

### 洗礼者ヨハネの証し
19-28節では洗礼者ヨハネがイエスについて証言している。ファリサイ派から遣わされた祭司やレビ人がヨハネを詰問する。ヨハネはメシアでもエリヤでも『申命記』18章15節にあるモーセのような預言者でもないと語り、『イザヤ書』40章3節の言葉を用いて答える。また、奴隷の仕事である「履物のひもを解く資格もない。」と語ることで奴隷以上にへりくだっている。

### 神の子羊
29-34節では『共観福音書』に見られるようなイエスが洗礼者ヨハネから洗礼を受ける描写はなく、洗礼者ヨハネは6-8節と同様に先駆者というより証言者としての側面が強調されている。29節の「世の罪を取り除く神の小羊」とは、過越祭の子羊が念頭に置かれているとの読みと『イザヤ書』53章7節「屠り場に引かれる小羊」からの引用であるとの読みがある。30節「その方はわたしにまさる。わたしよりも先におられたからである」では15節で言われていたことを再び明らかにしている。31-33節では洗礼者ヨハネは「水で洗礼を授ける」が、イエスは「聖霊によって洗礼を授ける」と言い表すことでイエスの優越性を重ねて強調する。

### 最初の弟子たち
35-42節ではイエスが最初の弟子をとる。ヨハネは2人の弟子に「見よ、神の子羊だ」（36節）と言う。この見るということは単にイエスを目で見るということではなく、イエスをメシアであると認め、イエスに従うことである。2人の弟子はイエスが泊まるところを聞き、ついていく。これはただ単にイエスと同じところに宿泊したということにとどまらず、神の救いの計画について知り、またイエスがどこに行こうとしているのかを知ろうとしていることをも示している。イエスの弟子になったアンデレは兄弟のシモン（ペトロ）にイエスに出会ったことを知らせ、シモンはイエスにケファ（岩）と名付けられる。

### フィリポとナタナエル
43-51節ではフィリポとナタナエルが弟子となる。「イエスは、ガリラヤへ行こうとしたときに、フィリポに出会って、」弟子とし、「フィリポはナタナエルに出会って」イエスのことを知らせる。46節のナタナエルの返答にある「ナザレから何か良いものが出るだろうか」というのは『ヨハネによる福音書』7章41-42節および『ミカ書』5章1節にあるようにメシアはベツレヘムから出ると言われていることを指している。他にもナザレは小さな村に過ぎないためであるとも考えられる。47節でイエスがナタナエルのことを「まことのイスラエル人」と言う。ナタナエルが弟子として理想化されているとの読みもあるが、46節でナザレの人ということで疑いを抱いていること、49節でイエスを「イスラエルの王」と呼んでいることからナタナエルがイエスの救いをイスラエルの枠内でしか捉えておらず、異邦人の救いが視野に入っていないことを表現しているとの読みもある。聖書が証ししているイエス・キリストはユダヤ人にとどまらずすべての人間の救いのため地上に遣わされた。